# Silene petersonii
Silene petersonii là loài thực vật có hoa thuộc họ Cẩm chướng. Loài này được Maguire miêu tả khoa học đầu tiên năm 1941.